# Халов, Джулиус
Джулиус Халов (Халофф, англ. Julius Louis (Levi) Chaloff; 2 сентября 1892, Бостон — 28 октября 1979, там же) — американский пианист, музыкальный педагог и композитор.

## Биография
Родился в семье кантора бостонской синагоги «Охабей шалом» Израиля Халова (1848—1931), родом из Одессы, и его второй жены Хелены Халов (в девичестве Зив, 1850—1918), уроженки Ковно. В возрасте одиннадцати лет был принят в Консерваторию Новой Англии, где занимался по классу фортепиано Альфреда Де Вото, окончив консерваторию в возрасте семнадцати лет. На последнем году обучения стал лауреатом проводимого компанией Mason and Hamlin конкурса пианистов. 18 июня 1913 года дебютировал с Блютнер-оркестром и на протяжении последующих четырёх лет работал с пианистом Игнацом Фридманом в Берлине. Позже работал с Уго Кауном в Берлине и других европейских городах.
Женившись в 1919 году продолжил выступления в Америке. Долгие годы работал в Бостонском симфоническом оркестре. Организовал частную музыкальную школу в Бостоне.
Записывался для American Piano Company. Среди его записей — прелюдия, фуга и вариации Сезара Франка, Баркарола в фа-диез мажоре и баллада в фа-диез миноре Ф. Шопена, ноктюрн в ре-бемоль мажоре Клода Дебюсси, Венский танец в соль-бемоль мажоре
Эдуарда Фридмана-Гёрднера, Исламей М. Балакирева, Танец И. Фридмана, «Воспоминания» самого Халова.

## Семья
- Жена — музыкальный педагог Маргарет Халов (урождённая Стедман, 1896—1977), среди учеников которой — Кит Джарретт, Кенни Вернер, Чик Кориа, Херби Хэнкок, Малгрю Миллер, Стив Кун, Джордж Ширинг, Дик Туардзик и другие джазовые пианисты.
  - Сын — джазовый баритональный саксофонист Серж Халов.